# Georg Stierneroos
Georg Stierneroos, född 20 mars 1677, död 20 juni 1710 i Vadstena församling, Östergötland, var en svensk häradshövding.

## Biografi
Stierneroos föddes 1677. Han var son till borgmästaren Johan Stierneroos och Maria Hobe i Strängnäs. Stierneroos blev 19 oktober 1689 student vid Uppsala universitet och senare hovauditör. Han blev häradshövding i Dals och Lysings häraders domsaga. Stierneroos avled 1710 i Vadstena församling.

### Familj
Stierneroos gifte sig 1709 med Elisabet Schmidt. De fick tillsammans sonen Johan Stierneroos (född 1710).